# 伊東胡蝶園
伊東胡蝶園（いとうこちょうえん、1904年 創業 - 1997年 清算）は、かつて存在した日本の化粧品メーカーである。
「御園白粉」で知られ、出版社「玄文社」を起こして出版事業も行った。第二次世界大戦後の「パピリオ」の前身である。

## 略歴・概要

### 明治の四大覇者
1900年（明治33年）、岐阜県令・長谷部恕連の次男であり、フランス・パリから帰朝した化学者で、東京市京橋区南鍋町2丁目3番地（現在の東京都中央区銀座6丁目）で出版社「十一堂」を営んでいた長谷部仲彦が、日本初の純無鉛で健康を害さず、使用に耐えうる白粉を発明、販売した。同年5月10日の皇太子嘉仁親王（のちの大正天皇）の成婚の際に献上した。

胡蝶。平氏の揚羽紋から。

1904年（明治37年）、長谷部が、フィリップ・フランツ・フォン・シーボルトに学んだ「近代医学の父」こと伊東玄朴の四男・伊東栄（初代、1847年‐1911年）と組み、東京市芝区（現在の東京都港区芝）で「胡蝶園」を創業、大正天皇夫妻に献上したことから「御料御園白粉」と命名して製造し、1906年（明治39年）からのちに「ミツワ石鹸」で知られる三輪善兵衛の丸見屋が販売した。紙箱は四谷区（現在の新宿区四谷）の「尚山堂」（現在の東京紙器株式会社）が製造・納品した。
「胡蝶」とは、胡の国の蝶のことで、アゲハチョウをさす。のちに商標となり社名ともなった「パピリオ」は、アゲハチョウの学名Papilioに由来する。
化粧品業界で、「白粉の御園」は、「歯磨のライオン」（「獅子印ライオン歯磨」、小林富次郎商店）、「クリームのレート」（平尾賛平商店、1954年倒産）、「クラブの洗粉」（中山太陽堂）とならぶ「明治の四大覇者」と呼ばれた。

### 二代目のころ
1909年（明治42年）に「伊東胡蝶園」に商号変更した。1911年（明治44年）2月23日、初代伊東栄が死去、1873年（明治6年）8月生まれ、慶應義塾、東京高等商業学校（現一橋大学）を卒業した長男・謙吉（1873年 - 1929年）が二代目伊東栄を襲名、社長に就任する。1916年（大正5年）12月22日、薄田泣菫が『大阪毎日新聞』夕刊に連載していた『茶話』の第211話『狂人の書』に登場している「伊東玄朴の孫」とは、二代目のことである。
1916年（大正5年）に同社は、出版社「玄文社」を設立、主幹に結城無二三の長男で元『國民新聞』記者、元『東京毎夕新聞』主幹、元『帝国新聞』主幹の結城禮一郎を採用した。玄文社は『新演芸』（主筆岡村柿紅）、『新家庭』、『花形』、『詩聖』といった雑誌を発行、多数の書籍を出版した。同社の編集者には鈴木泉三郎、長谷川巳之吉、仲木貞一、内山佐平、服部普白、堀川寛一、小林徳二郎らがいた。同社は、1926年（大正15年）ごろ廃業している。
1921年（大正10年）「御園コールドクリーム」を発売、1925年（大正14年）、丸見屋との総代理店契約を解消し、伊東胡蝶園が販売も行う。同年「御園コンパクト」を発売。1926年（大正15年）、「新御園白粉」を発売した。
1929年（昭和4年）7月28日、二代目伊東栄が57歳で死去する。1934年（昭和9年）7月、三代目伊東栄が『父とその事業』（伊東胡蝶園）を執筆、同社が発行した。

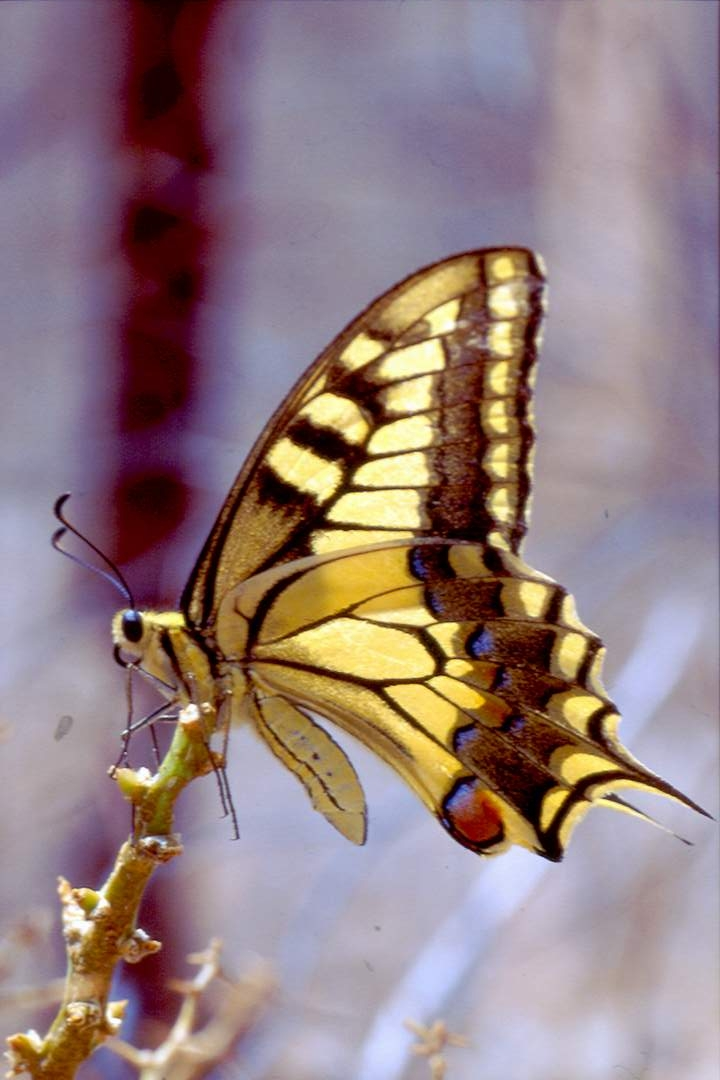
パピリオ。写真はキアゲハ、学名Papilio machaon。

同社が無鉛白粉を始めて30年、無鉛はすっかり主流になり、1930年（昭和5年）に有鉛白粉の製造禁止、1934年（昭和9年）に販売禁止となり、無鉛白粉の競争が激化する。このころ洋画家の佐野繁次郎が入社、「パピリオ」のロゴデザインを手がけた。同時期、のちの『暮らしの手帖』編集長、花森安治が宣伝部に入社、佐野に師事した。1933年（昭和8年）、「御園つぼみ白粉」を発売、1935年（昭和10年）、「パピリオ白粉」発売、「パピリオ」ブランドがスタートする。1936年（昭和11年）には「パピリオ口紅」を発売した。

### 第二次世界大戦後
1948年（昭和23年）、「株式会社パピリオ」に改称した。1950年（昭和25年）、マネキン宣伝を開始。
1974年（昭和49年）、帝人がパピリオを買収、由比盛靖が社長に就任、「株式会社帝人パピリオ」となった。由比は翌1975年（昭和50年）10月27日、社団法人麻布法人会の第4代会長に就任した。
1987年（昭和62年）、アサヒペンが帝人から帝人パピリオを買収、「パピリオ」はアサヒペンの化粧品部門のブランドとなったが、やがて化粧品部門から撤退、1990年（平成2年）、ツムラがアサヒペンからパピリオを買収、「ツムラ化粧品株式会社」を設立も、1997年（平成9年）にはツムラ化粧品は清算された。
2004年（平成16年）、映画『君の名は』（1953年 - 1954年）とのタイアップや「オリリーカバーマーク」で知られる、大阪の化粧品メーカーピアスが「パピリオ」の商標権を獲得し、新会社パピリオを設立したが、これは「胡蝶園」に始まる歴史とは資本的にも人的にも一切関係がない。

## おもなビブリオグラフィ
- 雑誌『新演芸』 （玄文社、主筆岡村柿紅）
- 雑誌『新家庭』 （玄文社）
- 雑誌『花形』 （玄文社）
- 雑誌『詩聖』 （玄文社）
- 伊東胡蝶園・丸見屋商店広告部編『緞帳図案集 歌舞伎座緞帳懸賞図案』（芸艸堂、1929年）
- 伊東栄『父とその事業』（伊東胡蝶園、1934年7月）

## 関連事項
- クラブコスメチックス
- プラトン社
- 平尾賛平商店

## 註
1. ↑  東京抜型工業会編『東京抜型工業会25年記念誌』（東京抜型工業会、1988年）の記述を参照。
2. ↑  クラブコスメチックス公式サイト「株式会社クラブコスメチックス」の記事「資料室」の記述を参照。
3. ↑  清水晴風著『東京名物百人一首』明治40年8月「御園白粉」国立国会図書館蔵書、2018年2月10日閲覧